# Biendongella
Biendongella là một chi cá bống thuộc họ Oxudercidae. Chi này được lập bởi Artem Mikhailovich Prokofiev vào năm 2015.

## Từ nguyên
Tên chi được đặt theo tên gọi của Biển Đông trong tiếng Việt, hậu tố –ella trong tiếng Latinh mang tính giảm nhẹ nghĩa cho danh từ, cũng là vùng biển mà hai loài cá này được phát hiện đầu tiên.

## Phân loại
Theo Fishes of the World của Joseph S. Nelson (2016, tái bản lần 5), Biendongella nằm trong phân họ Amblyopinae, trước đây thuộc họ Cá bống trắng (Gobiidae), và hiện nằm trong họ Oxudercidae. Tuy nhiên, một số tài liệu sau đó, như Parenti (2021), vẫn còn ghi nhận Biendongella trong họ Gobiidae.

## Các loài
Chi này hiện có 2 loài sau được ghi nhận:
- Biendongella hemilissa Prokofiev, 2015[1]
- Biendongella iljini Prokofiev, 2015[1]